# Igreja do Espírito Santo (Leiria)
A Igreja do Espírito Santo localiza-se perto do Rocio da cidade de Leiria, Portugal, entre a fonte das 3 bicas e o Mercado Santana.

## Historial / Características
A igreja foi edificada no século XVIII a partir de uma antiga ermida medieval (na altura existiriam, junto ao local, uma albergaria e um hospital). Igreja de uma grande simplicidade, com frontaria barroca, tem uma só nave coberta por teto de esteira; ostenta três altares, todos com retábulos de talha dourada.
|                |  |                |
| Vista interior |  | Vista interior |